# غابرييل دانونزيو
غابرييل دانونزيو (بالإيطالية: Gabriele D’Annunzio)‏ كان كاتبًا إيطاليًا، صحفيًا، شاعرًا، مؤلف مسرحي وجنديًا خلال الحرب العالمية الأولى. احتل مكانة رفيعة في الأدب الإيطالي بين عامي 1889 و1910، وفي الحياة السياسية لاحقًا بين عامي 1914 و1924. كان يُشار إليه عادة باسم (الشاعر) و(النبي).
كانت أعمال دانونزيو الأدبية مرتبطة بحركة الفساد، وتفاعلت مع الرمزية الفرنسية وعلم الجمال البريطاني عن كثب. شكلت أعمال كهذه انقلابًا ضد طبعانية الرومانسيين السابقين وكانت حسية وصوفية في الوقت عينه. تأثر بفريدريك نيتشه، وظهر ذلك في إسهاماته الأدبية والسياسية اللاحقة. لفتت علاقاته مع نساء عديدات منهن، إليونورا ديس ولويزا كاساتي الانتباه العام.
أثناء الحرب العالمية الأولى، تحول دانونزيو في إيطاليا من قامة أدبية إلى بطل حرب. كان ينتمي إلى مجموعة النخبة (الشجعان) التابعة إلى قوات العاصفة في الجيش الإيطالي وشارك في أحداث مثل التحليق فوق فيينا. كجزء من رد الفعل الإيطالي الوطني ضد مؤتمر السلام في باريس، أسس ولاية ريجينسي كارنارو الإيطالية التي استمرت لوقت قصير فقط في رييكا، وأعلن نفسه دوقًا لها. جعل القانون «الموسيقا» المبدأ الأساسي في الولاية، وكانت تشاركية في طبيعتها. رغم أن دانونزيو لم يصرح أبدًا بأنه فاشي، وُصف بكونه رائد الفاشية الإيطالية، لأن أفكاره وفلسفته النظرية أثرت فيها وبأسلوب بينيتو موسوليني.

## سيرته الذاتية

### أعماله الأدبية
نشر كتاب كانتو نوفو (بالإيطالية: Canto Novo) (1882)، وتيرا فيرجين (بالإيطالية/ Terra Vergine) (1882)، ولينتيرميزو دي ريم (بالإيطالية: L’intermezzo di rime) (1883)، وإل ليبرو ديل فيرجيني (بالإيطالية: Il Libro Vergini) (1884). يحتوي كتاب كونتو نوفو على قصائد مليئة بالشباب النابض والوعد بالقوة، وبعض الوصف للبحر وبعض المناظر الطبيعية في أبروتسو، علق عليها وأكملها في رواية تيرا فيرجين، التي تحتوي على مجموعة من القصص القصيرة التي تتناول الحياة الريفية في مسقط رأس المؤلف بلغة منمقة. كتاب إنتيرميزو دي ريم هو بداية أسلوب دانونزيو الثاني والمميز. كانت فكرته عن الأسلوب جديدة، واختار أن يعبر عن كل التقلبات الأكثر روعة في الحياة الحسية. بدأ كل من أسلوبه ومحتوى كتاباته يزعج منتقديه، رفضه بعض من كان قد استقبله بحرارة باعتباره طفلًا معجزة لأنه يشوه الأخلاق العامة، بينما أشاد آخرون به باعتباره يفتح بابًا جديدًا، ويقدم دافعًا جديدًا مليئًا بالحيوية إلى العمل الكئيب المتزمت الذي أُنتج حتى ذلك اليوم.
في تلك الأثناء، تلاشت مراجعات أنجيلو سوماروغا إثر فضيحة، ووجدت مجموعة المؤلفين الشباب التابعة له نفسها مشتتة. بعضهم اتخذ التدريس مهنة له، وابتعدوا عن الأدب، واتجه آخرون إلى الصحافة.
اتجه غابرييل دانونزيو نحو الصحافة، وانضم إلى طاقم جريدة تريبيونا (بالإيطالية: Tribuna)، وكان اسمه المستعار «دوكا مينيمو». وكتب فيها إل ليبرو ديسوتا (1886)، وهي قصيدة حب استوحى فيها للمرة الأولى المشاعر والعواطف الحديثة من الألوان الحديثة لعصر النهضة.
قصيدة إل ليبرو ديسوتا مثيرة للاهتمام أيضًا، لأنه يمكن للمرء أن يجد فيها معظم بذور عمله المستقبلي، ويمكن للمرء أن يجد في إنترميزو ميليكو وبعض الأغاني الشعبية والسوناتات الأخرى أوصاف وعواطف شكلت لاحقًا المحتوى الجمالي لإل بياسير، إل تريونفو ديلا مورت، وإليجي رومان (1892).
كانت رواية إل بياسير (1889، وتُرجمت إلى الإنجليزية باسم طفل المتعة) أول روايات دانونزيو، وتبعتها رواية جيوفاني إبيسكوبو عم 1891، ورواية لينوسينت (المتسلل) عام 1892. تركت هذه الروايات الثلاثة انطباعًا عميقًا. ترجم جورج هيريل رواية لينوسينت إلى الفرنسية بشكل مثير للإعجاب، ونال استحسان النقاد الأجانب ولفت أنظارهم إلى مؤلفها. وسرعان ما تبعها عمله التالي، إل تريونفو ديلا مورت (انتصار الموت) (1894)، برواية لو فيرجيني ديل روك (1896)، وإل فوكو (1900)، يُعتبر وصف مدينة البندقية في الرواية الأخيرة أكثر تعظيم حماسي لمدينة ما في أية لغة.
تُمَثل أعمال دانونزيو الشعرية في هذه الفترة، في معظم نواحيها، بقصيدة Il Poema Paradisiaco (1893)، وقصيدة ذي أودي نافالي (بالإيطالية: The Odi Navali) (1893)، وهي محاولة رائعة لكتابة الشعر المدني، ولودي (بالإيطالية: Laudi) (1900).
يُعتبر الإنتاج المسرحي المرحلة اللاحقة في حياة دانونزيو، وهو ممثَّل بمسرحية إل سونو دي آن ماتينو دي بريمافيرا (بالإيطالية: Il sogno di un mattino di primavera) (1897)، وهي مسرحية فانتازيا غنائية مكونة من مشهد واحد، ومسرحية سيتا مورتا (بالإيطالية: Citta Morta) (1989)، التي كتبها لسارة برنار. عام 1898، كتب سونو دي بوميريجيو دوتونو (بالإيطالية: Sogno di un pomeriggio d’autunno)، ولا جيوكوندا (بالإيطالية: La Gioconda)، في العام التالي كتب مسرحية لا غلوريا (بالإيطالية: La Gloria)، وهي مأساة سياسية معاصرة لم تلاقي استحسانًا كبيرًا، ربما يعود سبب ذلك إلى جرأة التلميحات الشخصية والسياسية في بعض مشاهدها، ومن ثم كتب فرانسيسكا دا راميني (بالإيطالية: Fransesca Da Ramini) (1901)، وهي إعادة بناء مثالية لجو وعواطف العصور الوسطى، أسلوبها فريد، وأعلن الناقد الإيطالي الرسمي، إدواردو بوتيت، أنها أول مأساة حقيقية، وإن كانت غير كاملة، تُعرض على المسرح الإيطالي.
عام 1883، تزوج دانونزيو من ماريا هاردوين دي جاليسي، ورُزق بثلاثة أطفال، وهم: ماريو (1884- 1964)، وغابرييل ماريا «غابريلينو» (1886- 1945)، وأوغو فينيرو (1887- 1945)، ولكن انفصلا عام 1891. عام 1894، دخل في علاقة حب مع الممثلة إليونورا ديس ما أثار الجدل على نطاق واسع. أسند إليها أدوارًا رئيسية في مسرحياته في تلك الفترة مقل لا سيتا مورتا (المدينة الميتة) (1898)، وفرانسيسكا دا راميني (1901)، لكن انتهت هذه العلاقة العاصفة أخيرًا عام 1910. بعد لقائه بالمركيزة لويزا كاساتي عام 1903، بدأ علاقة مضطربة متقطعة معها استمرت طوال حياته، ولم تنتهي إلا قبل وفاته بسنوات قليلة.
عام 1897، انتُخب دانونزيو ليصبح عضوًا في مجلس النواب الإيطالي لمدة ثلاث سنوات، وكان عضوًا مستقلًا. بحلول عام 1910، تراكمت عليه الديون بسبب نمط حياته المتهور، وفرَّ إلى فرنسا هربًا من دائنيه. وهناك تعاون مع المؤلف الموسيقي كلود ديبوسي في مسرحية لو مارتير دو سانت سيباستيان (استشهاد القديس سيباستيان) الموسيقية عام 1911، التي كُتبت من أجل الراقصة إيدا روبنشتاين. كان رد فعل الفاتيكان هو وضع كل أعماله في دليل الكتب المحرمة. لم يكن العمل ناجحًا كمسرحية، ولكن سُجل في إصدارات معدلة عدة مرات، من قبل بيير مونتو (بالفرنسية)، وليونارد بيرنستاين (غُنيت بالفرنسية، ومُثلت بالإنكليزية)، ومايكل تيلسون توماس (بالفرنسية). في عامي 1912 و1913، عمل دانونزيو مع ملحن الأوبرا بييترو ماسكاني على عمله الأوبرالي باريزينا، وأقام أحيانًا في منزل استأجره له الملحن في بوليفو، قرب باريس.
الحرب العالمية الأولى
بعد اندلاع الحرب العالمية الأولى، عاد دانونزيو إلى إيطاليا وألقى خطابات عامة مؤيدة للدخول الإيطالي في الوفاق الثلاثي. منذ أن حلق في الطائرة مع ويلبر رايت عام 1908، أصبح دانونزيو مهتمًا بالطيران. مع اندلاع الحرب، تطوع وحقق شهرة كبيرة بكونه طيارًا حربيًا، وفقد البصر في إحدى عينيه في حادث طائرة.
في شهر فبراير من عام 1918، شارك في غارة جريئة غير عسكرية على ميناء باكار، ليساعد على رفع معنويات الشعب الإيطالي الذي كان ما يزال محطم المعنويات إثر معركة كابوريتو. في 9 أغسطس من عام 1918، وبصفته قائدًا لسرب المقاتلين رقم 87 «لا سيرينيسيما»، نظم أحد أعظم الأعمال البطولية في الحرب، إذ قاد 9 طائرات في رحلة مسافتها 700 ميل ذهابًا وإيابًا لإسقاط منشورات الدعاية في فيينا، هذا ما يُدعى بالإيطالية «إل فولو سو فيينا» أو «التحليق فوق البندقية».

## روابط خارجية
- غابرييل دانونزيو على موقع IMDb (الإنجليزية)
- غابرييل دانونزيو على موقع الموسوعة البريطانية (الإنجليزية)
- غابرييل دانونزيو على موقع ألو سيني (الفرنسية)
- غابرييل دانونزيو على موقع ميوزك برينز (الإنجليزية)
- غابرييل دانونزيو على موقع أول موفي (الإنجليزية)
- غابرييل دانونزيو على موقع قاعدة بيانات برودواي على الإنترنت (الإنجليزية)
- غابرييل دانونزيو على موقع قاعدة بيانات الأفلام السويدية (السويدية)
- غابرييل دانونزيو على موقع إن إن دي بي (الإنجليزية)
- غابرييل دانونزيو على موقع ديسكوغز (الإنجليزية)
- غابرييل دانونزيو على موقع قاعدة بيانات الفيلم (الإنجليزية)
- غابرييل دانونزيو على موقع أوليمبيديا (الإنجليزية)